# Zastavení na Missouri
Zastavení na Missouri (v anglickém originále The Missouri Breaks) je americký western z roku 1976. Režisérem filmu je Arthur Penn. Hlavní role ve filmu ztvárnili Marlon Brando, Jack Nicholson, Randy Quaid, Kathleen Lloyd a Frederic Forrest.

## Obsazení
| Marlon Brando      | Robert E. Lee Clayton |
| Jack Nicholson     | Tom Logan             |
| Randy Quaid        | malý Tod              |
| Kathleen Lloyd     | Jane Braxton          |
| Frederic Forrest   | Cary                  |
| Harry Dean Stanton | Cal                   |
| John McLiam        | David Braxton         |
| John P. Ryan       | Cy                    |